# Marcelo Moreno Martins
Marcelo Moreno Martins (ur. 18 czerwca 1987 w Santa Cruz) – boliwijski piłkarz występujący na pozycji napastnika.

## Kariera piłkarska

### Kariera klubowa
Wychowanek klubu Oriente Petrolero. W lidze brazylijskiej zadebiutował w 2006 roku w barwach Esporte Clube Vitória, skąd w następnym roku przeniósł się do Cruzeiro EC. 27 maja 2008 roku podpisał 5-letni kontrakt z ukraińskim Szachtarem Donieck. Zdobył Puchar UEFA 2008/2009. Sezon 2009/10 spędził na wypożyczeniu, najpierw w niemieckim Werderze Brema, a potem w angielskim Wigan Athletic. 16 grudnia 2011 podpisał kontrakt z Grêmio Porto Alegre

### Kariera reprezentacyjna
Występował w brazylijskiej młodzieżówce (jego ojciec jest Brazylijczykiem), jednak zdecydował się na grę w seniorskiej reprezentacji Boliwii.

## Sukcesy

### Sukcesy klubowe
- mistrz Campeonato Mineiro: 2008
- wicemistrz Ukrainy: 2009
- finalista Pucharu Ukrainy: 2009
- zdobywca Pucharu UEFA: 2009

### Sukcesy indywidualne
- król strzelców Copa Libertadores: 2008

### Odznaczenia
- Medal „Za pracę i zwycięstwo”: 2009[3].